# Melukote
Melukote är en ort i Indien.   Den ligger i distriktet Mandya och delstaten Karnataka, i den södra delen av landet, 1 800 km söder om huvudstaden New Delhi. Melukote ligger 1 018 meter över havet och antalet invånare är 4 011.
Terrängen runt Melukote är huvudsakligen lite kuperad. Melukote ligger uppe på en höjd. Runt Melukote är det tätbefolkat, med 369 invånare per kvadratkilometer. Närmaste större samhälle är Krishnarājpet, 17,4 km väster om Melukote. Trakten runt Melukote består till största delen av jordbruksmark.